# Pouso Alegre
Pouso Alegre – miasto i gmina w Brazylii, w stanie Minas Gerais. Znajduje się w mezoregionie Sul e Sudoeste de Minas i mikroregionie Pouso Alegre.
W mieście ma siedzibę klub piłkarski Pouso Alegre FC.